# موزه ملی انسان‌شناسی (مادرید)
موزه ملی انسان‌شناسی (به اسپانیایی: Museo Nacional de Antropología) یک موزه در فهرست موزه‌های ملی اسپانیا است که در مادرید و در مقابل ایستگاه راه‌آهن آتوچا مادرید قرار دارد. این موزه قدیمی‌ترین موزه انسان‌شناسی در اسپانیا است که در زمان آلفونسوی دوازدهم اسپانیا در ۲۹ آوریل ۱۸۷۵ بنا شده است.